# 褚贲
褚贲（5世纪—489年），字蔚先，河南郡阳翟县（今河南省禹州市）人，中国南北朝刘宋、萧齐政治人物，褚渊长子。
刘宋末年，褚渊背叛袁粲、刘秉而党附萧道成，褚贲对父亲的作为表示反对，终身愧恨。南齐建元初年，褚贲为宫官，历任侍中。建元四年（482年）七月廿一日，褚渊去世。他居墓下。褚贲为父亲失去节操而深感羞耻，在服丧期满以后，便不再做官。永明六年（488年），让爵给弟弟褚蓁，当世人认为他恨褚渊失节于刘宋，所以不再做官，终生在褚渊的坟墓旁隐居。永明七年（489年）去世。